# Egenhofen
Egenhofen este o comună din landul Bavaria, Germania.